# 科什夫 (盧茨克區)
50°41′58″N 24°52′48″E / 50.69944°N 24.88000°E
科什夫（烏克蘭語：Кошів），是烏克蘭的村落，位於該國西部沃倫州，由盧茨克區負責管轄，始建於1577年，面積0.81平方公里，海拔高度220米，2001年人口218，人口密度每平方公里269.14人。